# Mephisto (filme)
Mephisto é a adaptação cinematográfica de 1981 do romance homônimo de Klaus Mann, dirigida por István Szabó e estrelada por Klaus Maria Brandauer, como Hendrik Höfgen. O filme foi uma coprodução  alemã, húngara e austríaca.

## Sinopse
O filme adapta a história de Mefistófeles e Fausto ao contar a história de Hendrik Höfgen, que abandona sua consciência e continua a atuar e a se aproximar do Partido Nazista, mantendo assim seu emprego e ascendendo socialmente.
O filme e o livro de Mann de 1936 refletem a carreira do cunhado de Mann, Gustaf Gründgens, que é por muitos considerado como simpatizante do partido nazista e que abandonou seus princípios políticos em prol de benefícios profissionais e materiais.

## Elenco
- Klaus Maria Brandauer … Hendrik Hoefgen
- Krystyna Janda … Barbara Bruckner
- Ildiko Bansagi … Nicoletta von Niebuhr
- Rolf Hoppe … Tábornagy
- György Cserhalmi … Hans Miklas
- Peter Andorai … Otto Ulrichs
- Karin Boyd … Juliette Martens
- Christine Harbort … Lotte Lindenthal

## Principais prêmios e indicações
Oscar 1982 (EUA)
- Venceu na categoria de melhor filme estrangeiro pela Hungria

David di Donatello 1982 (Itália)
- Melhor filme estrangeiro